# Lista de monarcas britânicos por longevidade
Esta é uma lista de monarcas britânicos por longevidade, ordenada conforme a quantidade de anos que viveram ou ainda vivem. A lista compreende todos os soberanos desde a União das Coroas de Inglaterra, Escócia e Irlanda em 1603. Os dias da lista são calculados a partir da diferença entre as datas de nascimento e falecimento. 
Isabel II, a 12ª monarca britânica (nascida a 21 de abril de 1926, coroada em 6 de fevereiro de 1952 e falecida em 8 de setembro de 2022), foi a mais longeva monarca britânica de toda a história, alcançando a idade de 96 anos e 140 dias. O atual monarca britânico Carlos III, nascido em 1948, possui atualmente 76 anos e 120 dias de idade.

## Lista
A rainha Ana governou o Reino da Inglaterra, o Reino da Escócia e o Reino da Irlanda desde 8 de março de 1702, tornando-se monarca do Reino da Grã-Bretanha após a união política da Inglaterra e da Escócia em 1 de maio de 1707. Seu reinado total durou 12 anos e 146 dias. Ana e Jorge I eram primos em segundo grau, pois ambos eram bisnetos de Jaime I e VI.

     Falecidos
     Vivos
|    | Nº | Monarca      | Data de nascimento                                               | Data de falecimento                                              | Longevidade        | Referências   |
| -- | -- | ------------ | ---------------------------------------------------------------- | ---------------------------------------------------------------- | ------------------ | ------------- |
| 1  | 12 | Isabel II    | 21 de abril de 1926 Mayfair, Londres, Inglaterra                 | 8 de setembro de 2022 Castelo de Balmoral, Escócia               | 96 anos e 140 dias | [ 3 ] [ 4 ]   |
| 2  | 7  | Vitória      | 24 de maio de 1819 Palácio de Kensington, Londres, Inglaterra    | 22 de janeiro de 1901 Osborne House, Ilha de Wight               | 81 anos e 243 dias | [ 3 ]         |
| 3  | 4  | Jorge III    | 4 de junho de 1738 Norfolk House, Londres, Inglaterra            | 29 de janeiro de 1820 Castelo de Windsor, Berkshire, Inglaterra  | 81 anos e 239 dias | [ 5 ]         |
| 4  | 10 | Eduardo VIII | 23 de junho de 1894 White Lodge, Londres, Inglaterra             | 28 de maio de 1972 Neuilly-sur-Seine, França                     | 77 anos e 340 dias | [ 6 ]         |
| 5  | 3  | Jorge II     | 10 de novembro de 1683 Palácio de Herrenhausen, Hanôver          | 25 de outubro de 1760 Palácio de Kensington, Londres, Inglaterra | 76 anos e 350 dias | [ 7 ]         |
| 6  | 13 | Carlos III   | 14 de novembro de 1948 Palácio de Buckingham, Londres            | vivo                                                             | 76 anos e 120 dias | [ 8 ]         |
| 7  | 6  | Guilherme IV | 21 de agosto de 1765 Palácio de Buckingham, Londres, Inglaterra  | 20 de junho de 1837 Castelo de Windsor, Berkshire, Inglaterra    | 71 anos e 303 dias | [ 9 ]         |
| 8  | 9  | Jorge V      | 3 de junho de 1865 Marlborough House, Londres, Inglaterra        | 20 de janeiro de 1936 Sandringham House, Norfolk, Inglaterra     | 70 anos e 231 dias | [ 10 ] [ 11 ] |
| 9  | 8  | Eduardo VII  | 9 de novembro de 1841 Palácio de Buckingham, Londres, Inglaterra | 6 de maio de 1910 Palácio de Buckingham, Londres, Inglaterra     | 68 anos e 178 dias |               |
| 10 | 5  | Jorge IV     | 12 de agosto de 1762 Palácio de St. James, Londres, Inglaterra   | 26 de junho de 1830 Castelo de Windsor, Berkshire, Inglaterra    | 67 anos e 318 dias | [ 12 ]        |
| 11 | 2  | Jorge I      | 28 de maio de 1660 Leineschloss, Hanôver                         | 11 de junho de 1727 Osnabruque, Hanôver                          | 67 anos e 14 dias  | [ 13 ]        |
| 12 | 11 | Jorge VI     | 14 de dezembro de 1895 Sandringham House, Norfolk, Inglaterra    | 6 de fevereiro de 1952 Sandringham House, Norfolk, Inglaterra    | 56 anos e 54 dias  | [ 14 ] [ 15 ] |
| 13 | 1  | Ana          | 6 de fevereiro de 1665 Palácio de St. James, Londres, Inglaterra | 1 de agosto de 1714 Palácio de Kensington, Londres, Inglaterra   | 49 anos e 176 dias | [ 16 ]        |